# Jodis undularia
Jodis undularia är en fjärilsart som beskrevs av George Francis Hampson 1891. Jodis undularia ingår i släktet Jodis och familjen mätare. Inga underarter finns listade i Catalogue of Life.